# Михайловка Друга
Миха́йловка Дру́га (рос. Михайловка Вторая) — село у складі Сорочинського міського округу Оренбурзької області, Росія.

## Населення
Населення — 392 особи (2010; 470 у 2002).
Національний склад (станом на 2002 рік):
- росіяни — 94 %